# Vigneulles-lès-Hattonchâtel
Vigneulles-lès-Hattonchâtel és un municipi francès situat al departament del Mosa i a la regió del Gran Est. L'any 2007 tenia 1.525 habitants.

## Demografia

### Població
El 2007 la població de fet de Vigneulles-lès-Hattonchâtel era de 1.525 persones. Hi havia 604 famílies, de les quals 174 eren unipersonals (73 homes vivint sols i 101 dones vivint soles), 185 parelles sense fills, 197 parelles amb fills i 48 famílies monoparentals amb fills.
La població ha evolucionat segons el següent gràfic:
Habitants censats

### Habitatges
El 2007 hi havia 775 habitatges, 617 eren l'habitatge principal de la família, 85 eren segones residències i 74 estaven desocupats. 706 eren cases i 64 eren apartaments. Dels 617 habitatges principals, 441 estaven ocupats pels seus propietaris, 153 estaven llogats i ocupats pels llogaters i 22 estaven cedits a títol gratuït; 5 tenien una cambra, 21 en tenien dues, 72 en tenien tres, 160 en tenien quatre i 359 en tenien cinc o més. 476 habitatges disposaven pel capbaix d'una plaça de pàrquing. A 289 habitatges hi havia un automòbil i a 250 n'hi havia dos o més.

### Piràmide de població
La piràmide de població per edats i sexe el 2009 era:
| Homes | Edats   | Dones |
| ----- | ------- | ----- |
| 0     | 95 o +  | 0     |
| 0     | 90 a 94 | 0     |
| 4     | 85 a 89 | 12    |
| 16    | 80 a 84 | 24    |
| 20    | 75 a 79 | 28    |
| 24    | 70 a 74 | 56    |
| 40    | 65 a 69 | 44    |
| 28    | 60 a 64 | 32    |
| 44    | 55 a 59 | 36    |
| 40    | 50 a 54 | 36    |
| 48    | 45 a 49 | 48    |
| 48    | 40 a 44 | 44    |
| 72    | 35 a 39 | 68    |
| 48    | 30 a 34 | 60    |
| 28    | 25 a 29 | 24    |
| 36    | 20 a 24 | 32    |
| 56    | 15 a 19 | 24    |
| 40    | 10 a 14 | 60    |
| 44    | 5 a 9   | 36    |
| 40    | 0 a 4   | 32    |

## Economia
El 2007 la població en edat de treballar era de 935 persones, 709 eren actives i 226 eren inactives. De les 709 persones actives 632 estaven ocupades (371 homes i 261 dones) i 77 estaven aturades (27 homes i 50 dones). De les 226 persones inactives 72 estaven jubilades, 63 estaven estudiant i 91 estaven classificades com a «altres inactius».

### Ingressos
El 2009 a Vigneulles-lès-Hattonchâtel hi havia 643 unitats fiscals que integraven 1.591,5 persones, la mediana anual d'ingressos fiscals per persona era de 16.368 €.

### Activitats econòmiques
Dels 90 establiments que hi havia el 2007, 1 era d'una empresa extractiva, 4 d'empreses alimentàries, 6 d'empreses de fabricació d'altres productes industrials, 23 d'empreses de construcció, 13 d'empreses de comerç i reparació d'automòbils, 5 d'empreses de transport, 5 d'empreses d'hostatgeria i restauració, 1 d'una empresa financera, 4 d'empreses immobiliàries, 11 d'empreses de serveis, 10 d'entitats de l'administració pública i 7 d'empreses classificades com a «altres activitats de serveis».
Dels 32 establiments de servei als particulars que hi havia el 2009, 1 era una oficina d'administració d'Hisenda pública, 1 gendarmeria, 1 oficina de correu, 1 una oficina bancària, 1 funerària, 2 tallers de reparació d'automòbils i de material agrícola, 2 paletes, 6 guixaires pintors, 2 fusteries, 8 lampisteries, 1 empresa de construcció, 3 perruqueries i 3 restaurants.
Dels 4 establiments comercials que hi havia el 2009, 1 era una botiga de més de 120 m², 2 fleques i 1 una perfumeria.
L'any 2000 a Vigneulles-lès-Hattonchâtel hi havia 50 explotacions agrícoles que ocupaven un total de 2.958 hectàrees.

## Equipaments sanitaris i escolars
El 2009 hi havia 1 farmàcia i 1 ambulància.
El 2009 hi havia una escola elemental.

## Poblacions més properes
El següent diagrama mostra les poblacions més properes.